# Molpadiodemas
Molpadiodemas is een geslacht van zeekomkommers uit de familie Synallactidae.

## Soorten
- Molpadiodemas atlanticus (R. Perrier, 1898)
- Molpadiodemas constrictus O'Loughlin & Ahearn, 2005
- Molpadiodemas crinitus O'Loughlin & Ahearn, 2005
- Molpadiodemas depressus (Hérouard, 1902)
- Molpadiodemas epibiotus O'Loughlin & Ahearn, 2005
- Molpadiodemas helios O'Loughlin & Ahearn, 2005
- Molpadiodemas involutus (Sluiter, 1901)
- Molpadiodemas morbillus O'Loughlin & Ahearn, 2005
- Molpadiodemas neovillosus O'Loughlin & Ahearn, 2005
- Molpadiodemas pediculus O'Loughlin & Ahearn, 2005
- Molpadiodemas porphyrus O'Loughlin & Ahearn, 2005
- Molpadiodemas pustulosus (Sluiter, 1901)
- Molpadiodemas translucens O'Loughlin & Ahearn, 2005
- Molpadiodemas ustulatus O'Loughlin & Ahearn, 2005
- Molpadiodemas villosus (Théel, 1886)
- Molpadiodemas violaceus (Théel, 1886)